# Radio Euskirchen
Radio Euskirchen ist das Lokalradio für den Kreis Euskirchen. Der Sender wurde am 31. August 1997 erstmals aufgeschaltet. Die Studios befinden sich in der Rheinstraße 55 in Euskirchen. Chefredakteur ist Norbert Jeub.
Gesendet wird 24 Stunden am Tag. Montag bis Freitag wird von 6 bis 10 Uhr „Am Morgen“ aus der Rheinstraße gesendet. Neben den Weltnachrichten zur vollen Stunden gibt es zur halben Stunde im Zeitraum von Montag bis Freitag zwischen 06:30 Uhr und 18:30 Uhr Lokalnachrichten. An diesen Tagen werden zwischen 16:00 Uhr und 18:00 Uhr auf zwei Sendeplätzen weitere lokale Inhalte platziert, die jedoch kurz vorher aufgezeichnet und aus dem Studio des Rahmenprogramms ferngestartet werden. In der übrigen Sendezeit wird das Rahmenprogramm von Radio NRW übernommen. Während in den ersten Jahren noch fast täglich Bürgerfunk ausgestrahlt wurde, gibt es heute nur noch vereinzelt Sendungen von Produktionsgruppen.
Betreiber ist die „Radio Euskirchen GmbH & Co. KG“. Geschäftsführer ist Dietmar Henkel. Vermarktet wird Radio Euskirchen durch die Hörfunk Service GmbH mit Sitz in Köln. Beides sind Tochterunternehmen u. a. der Unternehmensgruppe M. DuMont Schauberg.

## Reichweite
Im Kreisgebiet ist man Marktführer. Werktags (Mo–Fr) hören 28,8 % aller Personen ab 14 Jahren im Gebiet das Programm. (Quelle: E.M.A. NRW 2016 I)

## Auszeichnungen
- 2011 Vollpreis für Chefredakteur Norbert Jeub, Kategorie Information, Bildung, Beratung, für die Doppelfolge „Die dunkle Seite des Internets“
- 2013 Vollpreis für Chefredakteur Norbert Jeub, Kategorie Information, für die Doppelfolge „Totenkult am Straßenrand“
- 2013 Anerkennungspreis für Redakteur Dirk Zirke, Kategorie Projekte/Serien, für die Kooperationsserie mit Radio Leverkusen „Das geheimnisvolle rote Auto“
- 2015 Vollpreis für die freie Mitarbeiterin Brynja Becker, Kategorie Serie, für die Serie „Wo beginnt die Eifel“
- 2015 Hörfunkpreise der Landesanstalt für Medien Nordrhein-Westfalen (LfM/NRW)[2]
- 2015 Hörfunksiegel, für eine vorbildliche Volontärsausbildung[3]

## Empfang
Radio Euskirchen sendet terrestrisch auf vier UKW-Frequenzen:
- 99,7 MHz Euskirchen-Erlenhof (0,1 kW)
- 106,9 MHz Schleiden-Broich (4 kW)
- 107,4 MHz Bad Münstereifel (0,1 kW)
- 91,9 MHz Zülpich (0,158 kW, seit 16. November 2020)

sowie im Kabelnetz von Euskirchen auf 87,65 MHz und von Schleiden auf 105,65 MHz.
Während die Sender in Euskirchen und Bad Münstereifel nur lokale Bedeutung haben, reicht die leistungsstarke Frequenz 106,9 MHz weit in das Rheinland und Bergische Land hinein.
Seit Mai 2016 wird der Betrieb der ersten drei UKW-Frequenzen durch den Anbieter Uplink Network GmbH aus Düsseldorf verantwortet, der im Rahmen einer Marktliberalisierung den Bundespost-Nachfolger Media Broadcast ersetzt.
Die Füllfrequenz in Zülpich wird von der Firma Milling Broadcast Services betrieben.